# Cuamba
Cuamba – miasto w Mozambiku, w prowincji Niasa; populacja ma tendencję wzrostową, teraz wynosi 114 tys. Przemysł spożywczy.